# Laguna Quetru
Laguna Quetru är en sjö i Chile.   Den ligger i regionen Región de Aisén, i den södra delen av landet, 1 600 km söder om huvudstaden Santiago de Chile. Laguna Quetru ligger 13 meter över havet. Arean är 4,1 kvadratkilometer. Den sträcker sig 5,2 kilometer i nord-sydlig riktning, och 1,6 kilometer i öst-västlig riktning.
I omgivningarna runt Laguna Quetru växer i huvudsak blandskog. Trakten runt Laguna Quetru är nära nog obefolkad, med mindre än två invånare per kvadratkilometer.